# 아시아코끼리속
아시아코끼리속(학명: Elephas)은 장비목 코끼리과에 속하는 속으로, 현재까지 11종이 확인되었으나 현존하는 종은 아시아코끼리 1종뿐이며 나머지 종은 모두 멸종했다.

## 분류
다음 8종이 밝혀졌다.
- 아시아코끼리 (Elephas maximus)
- Elephas beyeri †
- 술라웨시난쟁이코끼리 (Elephas celebensis) †
- Elephas ekorensis †
- Elephas hysudricus †
- Elephas hysudrindicus †
- Elephas iolensis †
- Elephas platycephalus †